# ريكاردو سيرنا
ريكاردو سيرنا (بالإسبانية: Ricardo Serna Orozco)‏ (21 يناير 1964 بإشبيلية في إسبانيا - ) هو مدرب كرة قدم ولاعب كرة قدم إسباني في مركز الدفاع. شارك مع منتخب إسبانيا تحت 18 سنة لكرة القدم ومنتخب إسبانيا تحت 21 سنة لكرة القدم ومنتخب إسبانيا تحت 23 سنة لكرة القدم ومنتخب إسبانيا لكرة القدم. أما مع النوادي، فقد لعب مع ديبورتيفو لاكورونيا وريال مايوركا ونادي إشبيلية ونادي برشلونة ونادي سبتة ونادي غرناطة ومنتخب إسبانيا لكرة القدم للهواة.

## وصلات خارجية
- ريكاردو سيرنا على موقع قاعدة بيانات كرة القدم.إي يو (الإنجليزية)
- ريكاردو سيرنا على موقع ناشيونال فوتبول تيمز (الإنجليزية)